# Myrocarpus
Myrocarpus là một chi rau đậu thuộc họ Fabaceae. 
Nó gồm các loài:
- Myrocarpus frondosus

## Hình ảnh

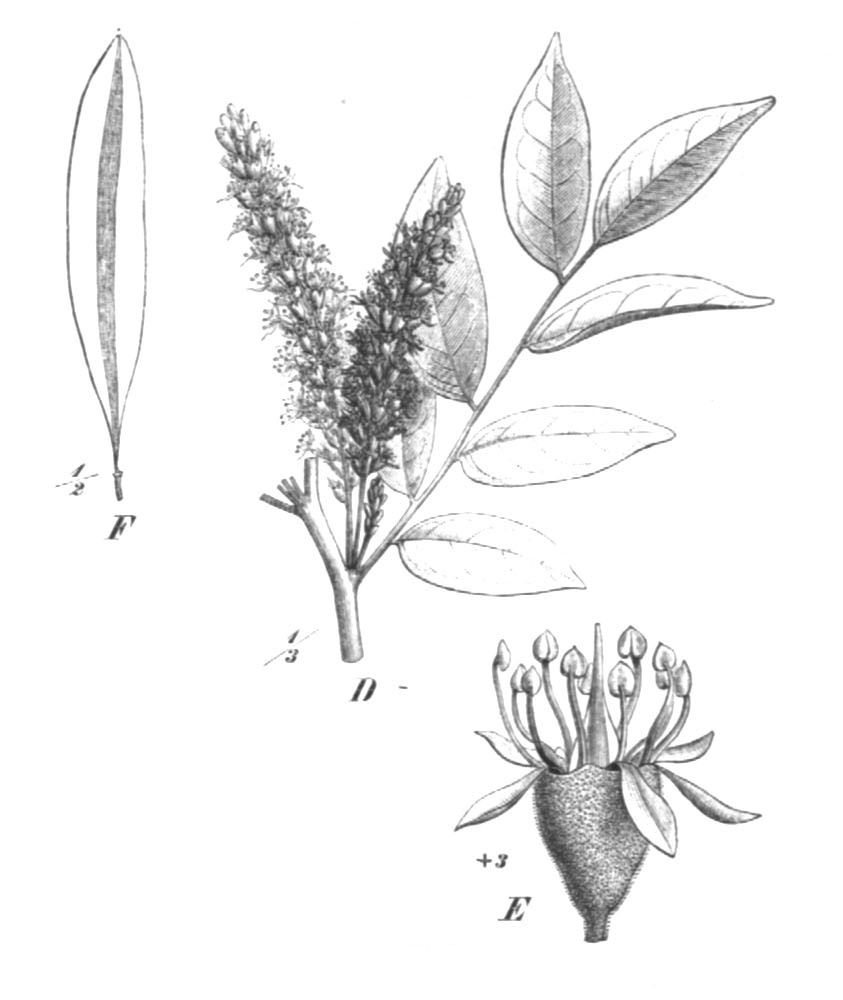